# 駅城区
駅城区（えきじょう-く）は中華人民共和国河南省駐馬店市に位置する市轄区。

## 歴史
1474年（成化10年）、明朝により駅站が設置され駐馬駅と命名された。清代に京漢線が開通すると駅前に集落が形成されるようになり現在の駅城区の前身となった。
1965年6月15日、駐馬店市が成立した際、市轄区都市成立し現在に至る。

## 行政区画
- 街道:人民街道、東風街道、西園街道、新華街道、南海街道、老街街道、橡林街道、雪松街道、順河街道、劉閣街道、香山街道、古城街道
- 鎮:水屯鎮、沙河店鎮、板橋鎮、諸市鎮、蟻蜂鎮
- 郷:老河郷、朱古洞郷、胡廟郷、関王廟郷